# بشار اسد
بشار اسد (زادهٔ ۱۱ سپتامبر ۱۹۶۵) سیاستمدار سوری است که از ۱۷ ژوئیه ۲۰۰۰ میلادی تا ۸ دسامبر ۲۰۲۴ به‌عنوان هجدهمین رئیس‌جمهور سوریه فعالیت کرد. او همچنین فرمانده کل قوای نیروهای مسلح عربی سوریه و دبیرکل حزب بعث سوریه بود. پدرش، حافظ اسد، پیش از وی از سال ۱۹۷۱ تا پایان عمر در سال ۲۰۰۰، بر سوریه حکومت کرد و طی این دوره، سوریه را از یک جمهوری سکولار به یک دیکتاتوری خانوادگی تبدیل کرد.
بشار اسد در سال ۱۹۸۸ از دانشکده پزشکی دانشگاه دمشق فارغ‌التحصیل شد و پس از آن به عنوان پزشک در ارتش سوریه شروع به کار کرد. چهار سال بعد، او به لندن رفت و در رشته چشم‌پزشکی به تحصیلات تکمیلی پرداخت. در سال ۱۹۹۴، پس از آن‌که برادر بزرگترش باسل در یک سانحه رانندگی جان باخت، بشار به سوریه فراخوانده شد تا نقش باسل را به عنوان وارث بلافصل پدرش بر عهده بگیرد. اسد در سال ۱۹۹۸ وارد دانشگاه نظامی شد و مسئولیت اشغال لبنان توسط سوریه را بر عهده گرفت. پدرش، حافظ اسد، در ۱۰ ژوئن ۲۰۰۰ در دمشق به دلیل ایست قلبی درگذشت. بشار اسد به شکل رسمی قدرت را در ۱۷ ژوئیه به دست گرفت. در دوره‌ای کوتاه پس از شروع زمام‌داری بشار، اصلاحات فرهنگی و سیاسی در آن کشور انجام گرفت که به بهار دمشق معروف شد.
برنامه‌های اولیه اصلاحات اقتصادی دولت او به جای کاهش نابرابری‌ها، آن‌ها را تشدید کرد و قدرت اجتماعی و سیاسی را بیشتر در دست نخبگان وفادار به خانواده اسد متمرکز کرد. این سیاست‌ها باعث شد تا بخش‌های بزرگی از جمعیت سوریه، از جمله ساکنان مناطق روستایی، طبقات کارگر شهری، تاجران، صنعتگران و افرادی که قبلاً از حامیان سنتی حزب بعث سوریه بودند، از رژیم اسد دور شوند. در فوریه ۲۰۰۵، انقلاب سدر در لبنان که به دنبال ترور رفیق حریری، نخست‌وزیر لبنان، آغاز شد، بشار اسد را مجبور کرد به اشغال نظامی سوریه در لبنان پایان دهد. دههٔ اول حکومت اسد با سانسور شدید مطبوعات، اعدام‌های صحرایی، ناپدید شدن‌های قهری، تبعیض علیه اقلیت‌های قومی، و سرکوب گسترده توسط سرویس‌های امنیتی سوریه همراه بود. در مارس ۲۰۱۱، پس از آن‌که حکومت بشار اقدام به سرکوب خشونت‌بار تظاهرات گروهی از کودکان در شهر درعا را کرد، جرقهٔ اعتراضات موسوم به بهار عربی در سوریه زده شد، که به انقلاب سوریه و سپس جنگ داخلی سوریه منجر شد. این جنگ تاکنون حدود ۵۸۰٬۰۰۰ کشته بر جای گذاشته که حداقل ۳۰۶٬۰۰۰ نفر از آن‌ها غیرنظامی بوده‌اند. طبق گزارش شبکه حقوق بشر سوریه، نیروهای طرفدار اسد بیش از ۹۰ درصد از این غیرنظامیان را کشتند. دولت اسد جنایات جنگی متعددی را در طول جنگ داخلی سوریه مرتکب شده است، و ارتش اسد، یعنی نیروهای مسلح سوریه نیز چندین حمله با سلاح‌های شیمیایی انجام داده است. مرگبارترین حمله شیمیایی، حمله با گاز سارین در غوطه در ۲۱ اوت ۲۰۱۳ بود که بین ۲۸۱ تا ۱٫۷۲۹ نفر کشته شدند.
محققان و تحلیل‌گران، ریاست‌جمهوری اسد را یک دیکتاتوری بسیار شخصیت‌گرا توصیف می‌کنند، که به‌شکل حکومت پلیسی تمامیت‌خواه بر سوریه حکومت می‌کند، و مشخصهٔ آن، نقض حقوق بشر و سرکوب شدید است. در حالی که دولت اسد خود را سکولار توصیف می‌کند، اندیشمندان و ناظران مختلف سیاسی بر این باورند که رژیم او از تنش‌های فرقه‌ای برای پیش بردن اهداف خود در کشور سوء استفاده کرده است. بسیاری از مقامات عالی حکومت، بدنهٔ نیروهای مسلح و سرویس‌های اطلاعاتی سوریه از پیروان مذهب علوی محسوب می‌شدند که به خانوادهٔ اسد و حکومت پلیسی او وفادار بودند.
رژیم اسد در طول جنگ داخلی سوریه متهم به ارتکاب جنایات جنگی و جنایات علیه بشریت شد. این اعمال شامل حملات شیمیایی، بمباران بشکه‌ای مناطق غیرنظامی، ایجاد سپر انسانی، ایجاد قحطی از طریق محاصره‌های طولانی‌مدت شهرها و بمباران منابع غذایی که به گرسنگی‌دادن صدها هزار غیرنظامی منجر می‌شد و استفادهٔ گسترده از شکنجه، اعدام و ناپدید شدن‌های قهری می‌شد. این اقدامات منجر به واکنش‌های گسترده بین‌المللی، محکومیت جهانی، تصویب قطعنامه ۲۲۵۴ شورای امنیت، تحریم‌های بین‌المللی و انزوای بیشتر رژیم بشار اسد شد. در جریان جنگ داخلی سوریه، دولت او از سوی سازمان ملل متحد متهم به جنایات جنگی شد. در ۱۵ نوامبر ۲۰۲۳، فرانسه حکم بازداشت اسد را به دلیل استفاده از سلاح‌های شیمیایی ممنوعه علیه غیرنظامیان در سوریه صادر کرد. اسد قاطعانه این اتهامات را رد کرده و کشورهای خارجی به ویژه ایالات متحده را به تلاش برای تغییر رژیم متهم کرده است.
در نوامبر ۲۰۲۴، ائتلافی از شورشیان سوری حملات متعددی را علیه این کشور به قصد سرنگونی اسد انجام دادند. در ۷ دسامبر ۲۰۲۴ گزارش شد که اسد از کشور فرار کرده است و در همین حال شورشیان دمشق را تصرف کردند و رژیم اسد فروپاشید. بنا به گزارش رسانه دولتی روسیه، اسد در ۸ دسامبر به مسکو رسید و پناهندگی سیاسی دریافت کرد.

## خانوادهٔ اسد
خانوادهٔ اسد از اقلیت علوی هستند. فهرست زیر، اسامی تعدادی از افراد شاخص این خانواده است:
- اسما اسد، همسر، دارای نقش سیاسی تأثیرگذار
- حافظ اسد، پدر، رئیس‌جمهور سابق، مرگ در سال ۲۰۰۰
- انیسه مخلوف، مادر بشار اسد، مرگ در سال ۲۰۱۶
- رفعت اسد، عمو، از مقامات نظامی، تبعید به فرانسه پس از سعی در مبادرت به کودتا در سال ۱۹۸۴، تا سال ۱۹۹۸ او مقام تشریفاتی معاونت رئیس‌جمهور را حفظ نمود.
- باسل اسد، برادر، نامزد اصلی برای جانشینی، مرگ در اثر تصادف با ماشین ۱۹۹۴
- ماهر اسد، برادر، فرماندهٔ گارد رئیس‌جمهوری، فرماندهٔ لشکر چهارم زرهی سوریه، عضو کمیتهٔ مرکزی حزب بعث

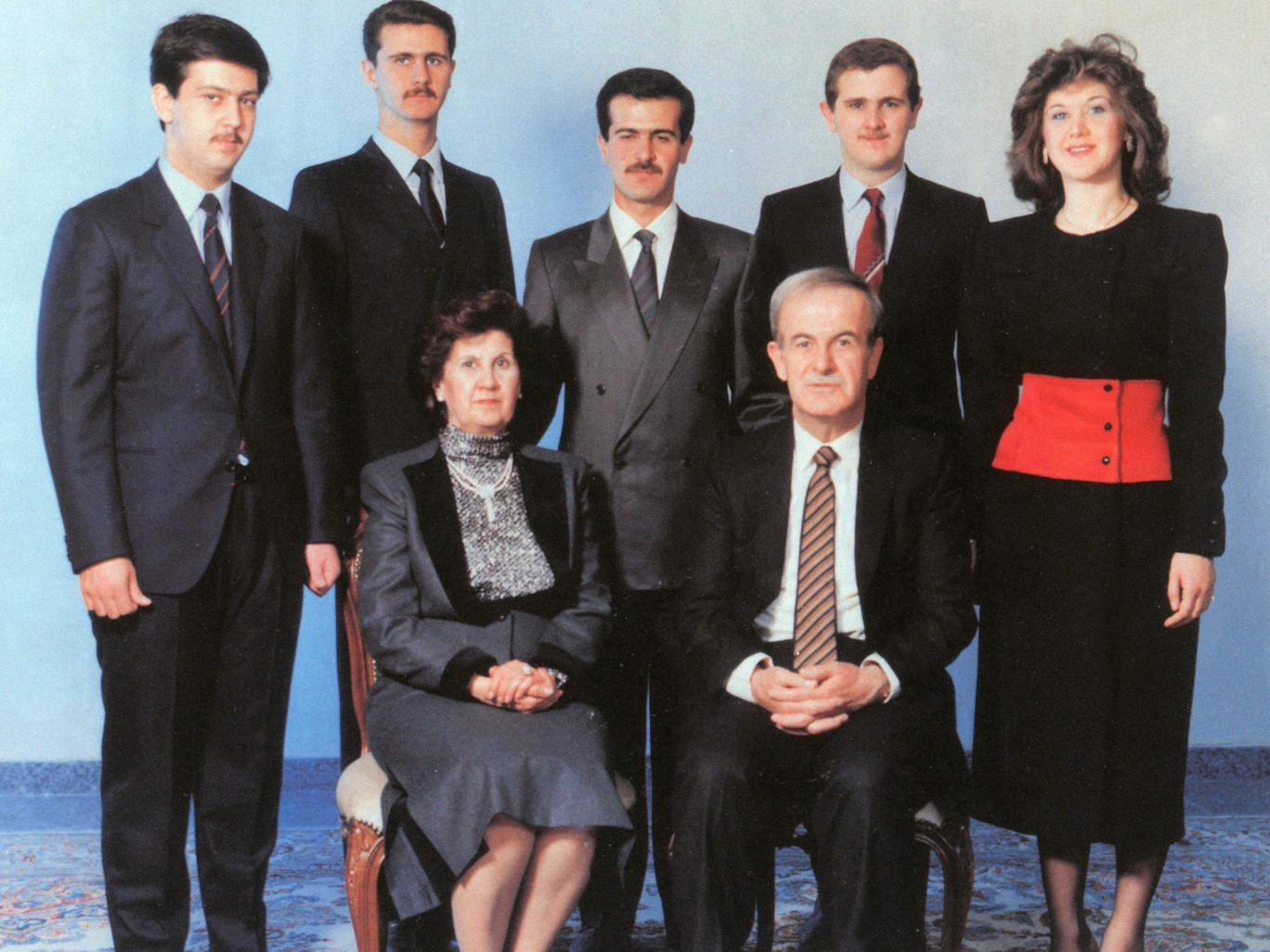
خانواده اسد.

## زندگی

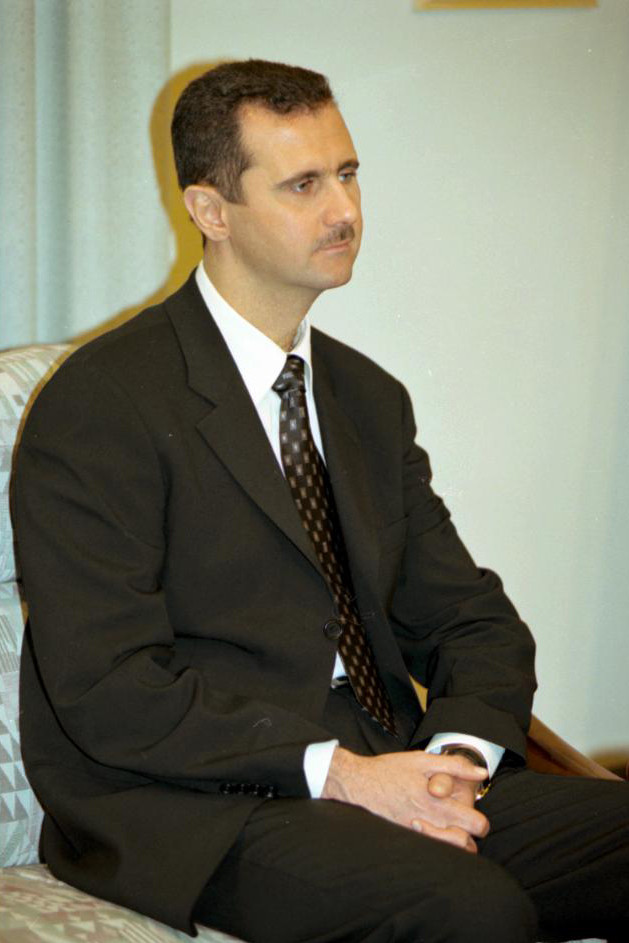
در ژانویه ۲۰۰۱

او در سال ۱۹۶۵ در شهر دمشق به دنیا آمد. او علاوه بر زبان عربی، به زبان‌های انگلیسی، فرانسه و اسپانیایی تسلط دارد. همسر بشار اسد، اسماء نام دارد و دارای سه فرزند می‌باشد. پسر او حافظ با شرکت در تیم سوریه در المپیاد جهانی ریاضی ۲۰۱۶ با کسب ۱۳ امتیاز موفق به کسب دیپلم افتخار شد.
بشار اسد پس از به قدرت رسیدن، سعی کرد تا اقتصاد بسته سوسیالیستی سوریه که در زمان پدرش، حافظ اسد ساخته شده بود را به یک اقتصاد باز و غیر سوسیالیستی تغییر دهد.
حافظ اسد، پدر او، سال ۲۰۰۰ در ۶۹ سالگی درگذشت. انیسه مخلوف، مادر او، ۶ فوریه ۲۰۱۶ در ۸۶ سالگی در دمشق درگذشت.

### تحصیلات
بشار پس از تمام کردن مدرسه رشته پزشکی در دانشگاه دمشق را انتخاب کرد و در سال ۱۹۸۸ فارغ‌التحصیل شد و در بیمارستان نظامی مشغول به کار شد. وی سپس در سال ۱۹۹۲ برای ادامه تحصیل به انگلستان رفت و در سال ۱۹۹۴ موفق به اخذ مدرک تخصصی چشم‌پزشکی گردید.

### اعطای دکترای افتخاری دانشگاه تهران به اسد

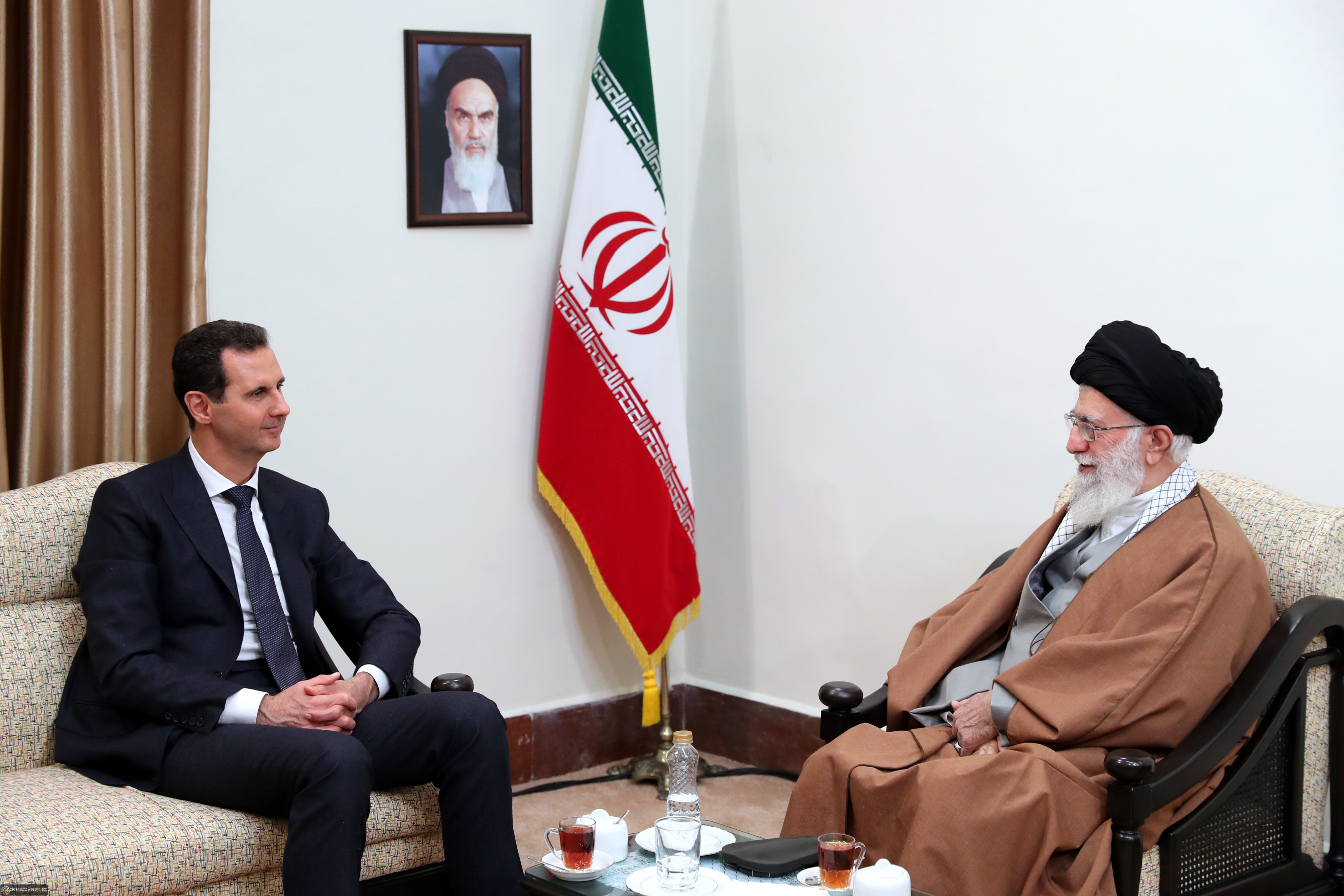
بشار اسد در دیدار با سید علی خامنه‌ای، ۶ اسفند ۱۳۹۷

در آذر ۱۴۰۲ سید محمد مقیمی در دیدار با فادیا دیب قائم مقام وزیر آموزش عالی سوریه اعلام کرد که به اسد دکتری افتخاری و به دانشجویان سوری بورسیه می‌دهد.

## سوریه تحت حکومت بشار اسد

### اقتصاد
طبق گزارش ای‌بی‌سی نیوز مناطق تحت کنترل اسد در اثر جنگ داخلی آسیب‌دیده و فقیر شده‌اند. ایالات متحده آمریکا مدت‌ها پیش از آغاز جنگ داخلی تحریم‌های اقتصادی‌ای را علیه رژیم اسد وضع کرد و پس از آغاز جنگ داخلی سوریه، اتحادیه اروپا نیز این رژیم را تحریم اقتصادی کرد. این تحریم‌ها سبب فروپاشی اقتصادی سوریه شدند.

### حقوق بشر

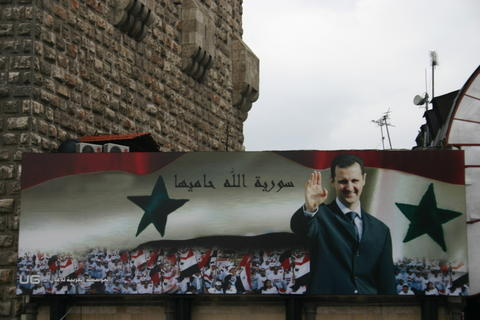
یک پوستر تبلیغاتی بشار اسد در دیوار قدیمی دمشق در سال ۲۰۰۶.

برپایه قانونی در سال ۲۰۰۷ تمامی کافی‌نت‌ها در سوریه مجبور بودند گفتگوهای کاربران را در تالارهای گفتگوی آنلاین ضبط کنند و به رژیم اسد تحویل دهند. بسیاری از وب‌سایت‌ها از جمله ویکی‌پدیای عربی، یوتیوب و فیسبوک بین سال‌های ۲۰۰۸ تا فوریه ۲۰۱۱ مسدود شدند.
سازمان‌های حقوق بشری ازجمله عفو بین‌الملل و دیدبان حقوق بشر در گزارش‌هایی مفصل شرح داده‌اند که چگونه پلیس مخفی دولت اسد مخالفان سیاسی و هرکس که علیه دولت صحبت کند را زندانی، شکنجه و به قتل می‌رساند. همچنین باور می‌رود که پس از اشغال لبنان توسط سوریه، حدوداً ۶۰۰ زندانی سیاسی لبنانی در زندان‌های دولت سوریه قرار دارند. بعضی از این زندانیان بیش از ۳۰ سال است که در زندان به‌سر می‌برند. دولت اسد از سال ۲۰۰۶ استفاده از ممنوعیت سفر علیه مخالفان سیاسی خود را افزایش داد. بشار اسد در مصاحبه‌ای با ای‌بی‌سی نیوز در سال ۲۰۰۷ وجود زندانیان سیاسی را انکار کرد اما نیویورک تایمز از دستگیری ۳۰ مخالف سیاسی که در حال سازماندهی یک جبهه مخالف بودند، خبر داد. اسد در سال ۲۰۱۰ پوشیدن حجاب بر روی صورت در دانشگاه‌ها را ممنوع کرد، اما پس از شروع اعتراضات و جنگ داخلی در سال ۲۰۱۱ این ممنوعیت را تا حدی برداشت.

### جنایات جنگی
اداره تحقیقات فدرال گزارش کرده که دست کم ۱۰ شهروند اروپایی توسط دولت اسد در طول جنگ داخلی سوریه بازداشت و شکنجه شده‌اند. این امر می‌تواند سبب محاکمه اسد توسط کشورهای اروپایی به جرم جنایت جنگی شود. استفان راپ، سفیر ایالات متحده در امور جنایات جنگی، جنایات جنگی مرتکب‌شده توسط دولت اسد را فجیع‌ترین جنایات جنگی دیده‌شده پس از سقوط آلمان نازی توصیف کرد. راپ بعدها بیان کرد که پرونده بشار اسد بسیار قوی‌تر از اسلوبودان میلوشویچ در صربستان و چارلز تیلور در لیبریا است.
اسد در مصاحبه‌ای در سال ۲۰۱۵ با بی‌بی‌سی اتهام استفاده از بمب‌های بشکه‌ای توسط نیروی هوایی سوریه را رد کرد و آن را کودکانه خواند. جرمی بوئن که این مصاحبه را انجام داده‌بود بعدها این ادعای اسد راجع به بمب‌های بشکه‌ای را دروغی آشکار توصیف کرد.
فرانسه در سال ۲۰۱۵ پژوهشی پیرامون جنایات علیه بشریت بشار اسد آغاز کرد. لوران فابیوس دربارهٔ این جنایات گفت: 《در مواجهه با این جنایات که وجدان انسان را می‌آزارد، این حکومت وحشت، در مواجهه با این انکار ارزش‌های بشریت، وظیفه ما است که در برابر مصونیت قاتلان عمل کنیم.
در فوریه ۲۰۱۶ رئیس کمیسیون تحقیق سازمان ملل در سوریه، پائولو پینه‌یرو، در مقابل گزارشگران بشار اسد را به جنایت علیه بشریت متهم کرد. کمیسیون تحقیق سازمان ملل همچنین سوءاستفاده‌هایی غیرقابل تصور را گزارش کرد؛ از جمله مرگ زنان و کودکان هنگامی که توسط مسئولان دولتی سوری نگهداری می‌شدند.
کمیته امور خارجه مجلس ایالات متحده به ریاست کریس اسمیت در مارس ۲۰۱۶ از دولت اوباما خواست تا دادگاهی برای رسیدگی به جنایات علیه بشریت در سوریه و عامل آن، دایر کند.
در آوریل ۲۰۱۷ پس از یک حمله گاز سارین در خان شیخون بیش از ۸۰ تن کشته شدند. پس از این حمله، رئیس‌جمهور ایالات متحده، دونالد ترامپ دستور پرتاب ۵۹ موشک را به یک پایگاه هوایی ارتش سوریه صادر کرد. چند ماه بعد گزارشی مشترک از سازمان ملل و بازرسان بین‌المللی تسلیحات شیمیایی تأیید کرد که این حمله شیمیایی کار دولت اسد بوده است.
در آوریل ۲۰۱۸ پس از یک حمله شیمیایی در دوما، ایالات متحده و هم‌پیمانانش رژیم اسد را به نقض قوانین بین‌المللی متهم کردند و این رویداد آغازگر بمباران دمشق و حمص در سال ۲۰۱۸ بود. روسیه و دولت سوریه نقش دولت سوریه را در این حمله انکار کردند.
دادستان کل آلمان در ژوئن سال ۲۰۱۸ حکم بازداشت بین‌المللی یکی از بلندپایه‌ترین مقامات نظامی اسد، جمیل حسن، را صادر کرد. حسن رئیس اداره قدرتمند اطلاعات هوایی سوریه است.
در ژوئن سال ۲۰۱۹ معاون دستیار وزیر دفاع ایالات متحده مایکل مالروی گفت که اگر رژیم بار دیگر از سلاح‌های شیمیایی استفاده کند، با واکنش ایالات متحده روبرو خواهد شد. او اضافه کرد که رژیم بشار اسد بیش از دیگران منطقه را با کشتار مردم خودش بی‌ثبات کرده است و روسیه و سوریه هیچ نگرانی‌ای بابت زجر مردم سوریه ندارند.
دادگاه پاریس روز جمعه ۲۴ مه ۲۰۲۴ سه مقام عالی‌رتبه سوری را به دلیل مشارکت در جنایات جنگی در یک پرونده سرفصلی علیه رژیم بشار اسد به‌طور غیابی محاکمه و به حبس ابد محکوم کرد. حکم دستگیری بین‌المللی برای سه مقام اطلاعاتی سابق سوریه - علی مملوک، جمیل حسن و عبدالسلام محمود - از سال ۲۰۱۸ صادر شده است. آنها بلندپایه‌ترین مقامات سوری هستند که به دلیل جنایاتی که گفته می‌شود در طول جنگ داخلی این کشور مرتکب شده‌اند، در یک دادگاه اروپایی محاکمه می‌شوند.

### روابط خارجی

#### القاعده و داعش
بشار اسد در سال ۲۰۰۱ حملات ۱۱ سپتامبر را محکوم کرد. او در سال ۲۰۰۳ در مصاحبه‌ای با یک روزنامه کویتی بیان کرد که در وجود سازمانی به نام القاعده شک دارد.
رابطه اسد با القاعده و داعش همواره مورد توجه قرار گرفته است. در سال ۲۰۱۴ پیتر آر نویمن، روزنامه‌نگار و کارشناس تروریسم، با استناد به مدارک سوری به‌دست آمده توسط ارتش آمریکا در شهر مرزی سنجار و مدارک فاش‌شده وزارت امور خارجه ایالات متحده آمریکا، اظهار داشت که «در سالهای اولیه قیام، اسد و سازمان‌های اطلاعاتی وی باور داشتند که می‌توان دیدگاه جهاد را پروراند و اداره کرد تا در خدمت اهداف دولت سوریه عمل کند.» مدارک فاش‌شده دیگر حاوی اظهارات ژنرال آمریکایی دیوید پترائوس بود که گفته بود: «بشار اسد به خوبی آگاه بود که برادرزاده‌اش عاصف شوکت، مدیر اطلاعات نظامی سوریه، از فعالیت‌های هوادار القاعده در عراق، ابو غدیه، آگاهی کامل داشت، که از خاک سوریه برای وارد کردن جنگجویان خارجی و بمب‌گذاران انتحاری به عراق استفاده می‌کرد»، در اسناد بعدی وی افزود که پترائوس باور دارد که «به مرور زمان، این مبارزان شروع به انجام حمله علیه رژیم بشار اسد خواهند کرد.»
دولت اسد متهم شده است که در دوران جنگ عراق تروریست‌هایی را آموزش می‌داده و به خاک عراق گسیل می‌کرده است. رئیس‌جمهور عراق نوری المالکی بشار اسد را پیرامون این موضوع تهدید به شکایت از دادگاه‌های بین‌المللی کرد که درنهایت سبب حمله به ابوکمال در سال ۲۰۰۸ و حملات هوایی ارتش ایالات متحده در سوریه شد.
در طول جنگ داخلی سوریه، بسیاری از احزاب مخالف اسد او را به تبانی با داعش متهم کردند. چندین منبع ادعا کرده‌اند که زندانیان داعش در آغاز جنگ داخلی سوریه در سال ۲۰۱۱ به عمد از زندانهای سوریه آزاد شدند. همچنین گزارش شده است که دولت سوریه مستقیماً از داعش نفت خریداری کرده است.

## زندگی شخصی و عمومی

### حمایت‌های بین‌المللی

#### راست‌گرایان
راست‌گرایان تندرو همواره هم پیش از جنگ داخلی سوریه و هم در طول آن از دولت اسد حمایت کرده‌اند. دیوید دوک در سال ۲۰۰۵ در تلویزیون ملی سوریه سخنرانی کرد. جورجی شوچین در سال ۲۰۰۶ توسط وزیر امور خارجه سوریه به سوریه دعوت شد و یک مدال از حزب بعث سوریه دریافت کرد، سازمان شوچین، آکادمی بین منطقه‌ای مدیریت پرسنل، نیز یک مدرک افتخاری به بشار اسد داد.

## جنگ داخلی سوریه
در سال ۲۰۱۱ با بالا گرفتن اعتراضات مردمی در جهان عرب، تظاهراتی نیز در شهرهای مختلف سوریه نظیر حمات، جبله، دمشق، لاذقیه، درعا و حمص به وقوع پیوست که با سرکوب ارتش سوریه مواجه شد. تظاهراتی پراکنده‌ای در شهرهای دیگر سوریه نیز بوقوع پیوست که در سه شهر حمص، درعا و حما شدیدتر بود. بشار اسد در ابتدا در مورد این اعتراضات در رسانه‌های سوریه نظری نمی‌داد. اما پس از اینکه سرکوبها توسط ارتش بالا گرفت و هم چنین در برخی شهرها به‌خصوص در شهر حمص قیام مسلحانه توسط ارتش آزاد سوریه علیه حکومت وی رخ داد به مصاحبه با رسانه‌های دولتی سوریه پرداخت و علت این اعتراضات در سوریه را اسرائیل دانست، او اعلام کرد که با اقتدار در برابر این توطئه‌ها می‌ایستد. اتحادیه عرب پس از خیزش سوریه ۲۰۱۲-۲۰۱۱ و کشته شدن هزاران معترض سوری توسط حکومت بشار اسد، عضویت سوریه در اتحادیه عرب به حالت تعلیق درآورد.

### حملهٔ ۲۰۲۴ مخالفان و خروج از کشور
در دسامبر ۲۰۲۴، ایالات متحده، آلمان، فرانسه و بریتانیا خواستار کاهش تنش در سوریه شدند، زیرا خشونت بار دیگر شعله‌ور شد. گروه‌های شورشی به‌رهبری گروه اسلام‌گرای هیئت تحریر شام کنترل حلب را به دست گرفتند. نیروهای اسد حملهٔ هوایی تلافی‌جویانه‌ای با حمایت روسیه انجام دادند. به گفته گروه امداد و نجات کلاه‌سفیدها، این حملات که مراکز جمعیتی و چندین بیمارستان را در شهر ادلب (تحت کنترل شورشیان) هدف قرار داد، منجر به کشته شدن حداقل ۲۵ نفر شد. کشورهای ناتو با صدور بیانیه‌ای مشترک خواستار حفاظت از غیرنظامیان و زیرساخت‌های حیاتی برای جلوگیری از آوارگی بیشتر، و فراهم‌سازی دسترسی‌های بشردوستانه شدند. کشورهای ناتو بر نیاز فوری به یک راه حل سیاسی به رهبری سوریه، مطابق با قطعنامه ۲۲۵۴ شورای امنیت سازمان ملل متحد، که طرفدار گفتگو بین دولت سوریه و نیروهای مخالف است، تأکید کردند. حمله شورشیان که در ۲۷ نوامبر ۲۰۲۴ آغاز شده بود، پس از تصرف حلب به پیشروی خود به سمت استان حماة ادامه داد.
در ۴ دسامبر ۲۰۲۴، درگیری‌های شدیدی بین ارتش سوریه و شورشیان تحت رهبری اسلام‌گرایان در استان حماة رخ داد. نیروهای دولتی مدعی شدند که با پشتیبانی هوایی یک حمله متقابل صورت گرفت و گروه‌های شورشی از جمله هیئت تحریر شام را در حدود شش مایلی شهر به عقب رانده‌اند. با این حال، با وجود کمک‌ها، شورشیان شهر را در ۵ دسامبر تصرف کردند. این درگیری منجر به آوارگی گسترده مردم شد و نزدیک به ۵۰٫۰۰۰ نفر از منطقه گریختند و بیش از ۶۰۰ تلفات گزارش شد که ۱۰۴ نفر از آن‌ها غیرنظامی بودند. در ۷ دسامبر ۲۰۲۴، اسد از پایتخت دمشق فرار کرد، و به روسیه پناهنده شد.

## تحریم‌ها
- در تاریخ ۲۳ مه ۲۰۱۱، وزیران خارجه کشورهای عضو اتحادیه اروپا، بشار اسد و ۹ شخصیت ارشد حکومت سوریه را به فهرست افراد تحریمی این کشور افزودند. حدود دو هفته قبل از تاریخ مذکور اتحادیه اروپا در مورد بلوکه‌کردن دارایی‌ها و ممنوعیت سفر ۱۳ مقام عالی‌رتبه سوری از جمله بشار اسد، توافق کرده بودند.[۸۱][۸۲]
- کشورهای اتحادیه اروپا روز دوشنبه ۴ فوریه ۲۰۱۹ وزیر کشور و شش وزیر جدید دولت بشار اسد را به لیست تحریم‌های خود اضافه کردند، این اقدام بخاطر نقش آنها در «سرکوب وحشیانه» شهروندان غیرنظامی توسط بشار اسد می‌باشد. با افزوده شدن این اسامی در حال حاضر ۲۷۷ نفر در این لیست وجود دارند.[۸۳][۸۴][۸۵][۸۶]

## وتوی هم‌زمان روسیه و چین در حمایت از حکومت بشار اسد
پس از اینکه اتحادیه عرب اعلام کرد که حضور بازرسان در سوریه بی‌فایده است، در شورای امنیت پس از پنج روز رایزنی، سرانجام در ۴ فوریه ۲۰۱۲ و پس از گذشت یازده ماه از خیزش سوریه، دولت‌های چین و روسیه با قطعنامه‌ای که پایان حکومت بشار اسد را خواسته بود مخالفت و آن را وتو کردند.

## قطعنامه برکناری بشار
مجمع عمومی سازمان ملل متحد در ۱۷ فوریه ۲۰۱۲، با تصویب قطعنامه‌ای یازده ماه سرکوبی معترضان در سوریه را محکوم کرد. قطعنامه تصویب شده در مجمع عمومی از دولت بشار اسد می‌خواهد که ظرف ۱۵ روز طرح اتحادیه عرب را اجرایی کند. اتحادیه عرب خواستار کناره‌گیری بشار اسد از ریاست جمهوری و انتقال قدرت به معاونش بود.
۱۳۷ کشور که به این قطعنامه رای مثبت دادند، خواستار پایان خشونت‌ها در سوریه شده‌اند. ۱۲ کشور از جمله ایران، روسیه، چین، کوبا، ونزوئلا و کره شمالی به این قطعنامه رای منفی دادند.

## نامزدی انتخابات ریاست جمهوری ۲۰۱۴ سوریه
در ۲۸ آوریل ۲۰۱۴، بشار اسد برای شرکت در انتخابات ریاست‌جمهوری سوریه (۲۰۱۴) ثبت نام کرد و در ۴ مه ۲۰۱۴ صلاحیت وی و دو نفر دیگر، ماهر حجار و حسن النوری تأیید شد. بشار اسد نهایتاً با کسب ۸۸٫۷ درصد آرا مجدداً برای سومین دوره هفت ساله رئیس‌جمهور سوریه شد.